# Georg Sandrart
Georg Sandrart (* 15. Mai 1665 in Straßburg; † 8. Oktober 1727 in Magdeburg) war ein Kaufmann und Tabakfabrikant in Magdeburg.

## Leben, Familie
Georg Sandrart war bürgerlicher Nachkomme eines Adelsgeschlechtes aus dem Hennegau in Flandern. Seine reformierte Familie hatte aus religiösen Gründen Ende des 16. Jahrhunderts das katholisch, spanische Flandern verlassen und sich in Straßburg angesiedelt. 1681 annektierte Ludwig XIV. im Rahmen seiner Reunionspolitik auch Straßburg. Im Jahr 1685 hob er das Edikt von Nantes und damit die Religionsfreiheit in Frankreich auf. Wenngleich das Elsass und damit auch Strassburg ausgenommen waren, gab es doch einen erhöhten Druck auf die nicht katholischen Bevölkerungsteile. Für viele Protestanten, deren Vorfahren aus religiösen Gründen schon aus den Spanischen Niederlanden fliehen mussten, war das Anlass, nun auch Frankreich zu verlassen.
Auch Georg Sandrart, Sohn der Hugenottin Jakobea de Barry (* um 1635, † nach 1680), machte sich als junger Kaufmann und Tabakfabrikant gemeinsam mit seinem Stiefvater Daniel Würtz (* um 1640) und seinem Bruder Peter Sandrart als religiöser Flüchtling auf den Weg. Sie folgten dem Einladungsedikt des Großen Kurfürsten und gingen nach Magdeburg. Bereits am 28. Januar 1695 (mit 30 Jahren) wurde Georg Sandrart Bürger der Pfälzer Kolonie Magdeburgs. Er heiratete am 27. Februar 1696 Elisabeth Timmermann (* um 1675 in Mannheim; † um 1745 in Magdeburg), eine Tochter des Apothekers und Bürgermeisters der Pfälzer Kolonie von Magdeburg, Theodor Timmermann. Das Paar hatte elf Kinder, davon sind sieben namentlich bekannt. Durch seine Kinder war Georg Sandrart mit vielen bedeutenden Familien Magdeburgs verbunden, darunter: Dohlhoff, Humbert, Reclam, Wegely und Schwartz, später auch Maquet und Gaertner. Seiner Familie entstammen drei Bürgermeister der Pfälzer Kolonie: sein Bruder Peter Sandrart (22 Jahre), sein Sohn Johann Georg (* um 1690, † 1763 in Magdeburg, 15 Jahre) und der Enkel Georg Philipp (* um 1738, 4 Jahre). Die Enkelin Philippine Jacobea Sandrart (* um 1740, † 1803 in Magdeburg) war Ehefrau des Bürgermeisters Georg Philipp Dohlhoff.

## Wirken
Die beiden Neubürger Magdeburgs Sandrart und Würtz kamen aus Straßburg, einer frühen Gegend des Tabakanbaus, und waren in dieser Branche wohl schon dort tätig. 1690 erwarben sie die große kurfürstliche Manufaktur am späteren Georgenplatz in Magdeburg. Dort fand die von ihnen nun gegründete Tabakmanufaktur ihren Platz, die über Jahrzehnte hinweg sehr erfolgreich arbeitete. Nach dem Tod des Mitbegründers der Manufaktur Daniel Würtz folgte sein Sohn Abraham Würtz.
Durch seine Ehe mit Elisabeth Timmermann wurde Sandrart auch zum Besitzer der von seinem Schwiegervater Theodor Timmermann gegründeten Pfälzer Fischapotheke in Magdeburg im Haus Zur Königsburg (Alter Markt 13). Die Apotheke ließ er durch Johann Christoff Schilling führen, da er selbst nicht Apotheker war.
Mit seinem Stiefvater Daniel Würtz und seinem Bruder Peter Sandrart (* um 1656; † 1722) hatte er neben der genannten Tabakmanufaktur weitere gemeinsame Unternehmungen, z. B. Häuser am Georgenplatz. Auch in der Ritterstraße besaß Georg Sandrart eine Immobilie. Zu Beginn des 18. Jahrhunderts fiel "sein ganzes Haus" (gemeint war die Zahl der zugehörigen Personen) wegen seiner Größe auf: Aufgezählt werden neben ihm, seiner Frau und drei Kindern noch 124 Bedienstete und Arbeiter.
Nach dem Tode ihres Mannes übernahm Georg Sandrarts Frau, Elisabeth Timmermann, die Leitung der Tabakmanufaktur.